# Hohenhain (Freudenberg)
Hohenhain ist ein Stadtteil von Freudenberg im Kreis Siegen-Wittgenstein in Nordrhein-Westfalen mit rund 420 Einwohnern.

## Geographie
Hohenhain liegt auf einem Hochplateau zwischen Wildenburger Bach im Westen, Plittersche im Süden und Gambach im Nordosten. Der Ort liegt auf einer Höhe zwischen 370 und 430 m ü. NN. Berge in der Umgebung sind zum Beispiel der Ningelnberg mit 436,1 m Höhe. Die Gemarkung Hohenhain wird auf nordrhein-westfälischer Seite komplett von der Gemarkung der Freudenberger Kernstadt eingeschlossen. Nachbarorte sind Freudenberg im Osten und Südosten, Mausbach im Süden und Hammerhöhe (zu Friesenhagen) im Westen.

## Geschichte
1615 fand die erste Erwähnung Hohenhains als bewohnter Ort statt. Ab Juni 1930 wurde eine Schule im Ort errichtet, diese wurde am 1. September 1931 eingeweiht.
Hohenhain wurde im Zuge der kommunalen Gebietsreform am 1. Januar 1969 nach Freudenberg eingemeindet und gehörte bis dato dem Amt Freudenberg an.

### Einwohnerzahlen
Einwohnerzahlen des Ortes:
| Jahr | Einwohner |
| ---- | --------- |
| 1818 | 27        |
| 1885 | 97        |
| 1895 | 114       |
| 1905 | 177       |
| 1910 | 109       |
| 1925 | 131       |

| Jahr | Einwohner |
| ---- | --------- |
| 1933 | 123       |
| 1939 | 118       |
| 1950 | 150       |
| 1961 | 202       |
| 1967 | 273       |
| 1994 | 409       |

| Jahr | Einwohner |
| ---- | --------- |
| 2000 | 406       |
| 2009 | 469       |
| 2010 | 461       |
| 2011 | 454       |
| 2017 | 449       |
| 2019 | 441       |

| Jahr | Einwohner |
| ---- | --------- |
| 2020 | 454       |
| 2021 | 442       |
| 2022 | 436       |

## Verkehr
Hohenhain liegt an der Kreisstraße 21, die von Freudenberg nach Friesenhagen in Rheinland-Pfalz führt. Die nächste Autobahnauffahrt zur A 45 befindet sich bei Büschergrund, etwa vier Kilometer östlich von Hohenhain. Der Schienenverkehr auf der Strecke Finnentrop–Freudenberg wurde 1983 ab Olpe eingestellt.